# Concepción de la Sierra
Concepcion de La Sierra est une ville d'Argentine ainsi que le chef-lieu du département de Concepción de la province de Misiones.

## Population
La ville comptait 5.340 habitants en 2001, ce qui représentait une hausse de 33,5 % par rapport à 1991.